# Tofshökar
Tofshökar (vetenskapligt namn: Lophospiza) är ett släkte inom familjen hökar (Accipitridae). Släktet omfattar två arter som förekommer från Indien till Sulawesi:
- Orienttofshök (Lophospiza trivirgata)
- Sulawesitofshök (Lophospiza griseiceps)

Tidigare placerades arterna tidigare i höksläktet Accipiter. Genetiska studier har visat att de endast är avlägset släkt, och har därför lyfts ut till ett eget släkte.